# 레지던트 (영화)
《레지던트》(영어: The Resident)는 영국에서 제작된 2011년 스릴러 영화이다. 안티 요키넨의 감독 데뷔작이다. 힐러리 스왱크, 제프리 딘 모건, 리 페이스, 안저뉴 엘리스, 크리스토퍼 리 등이 출연하였고, 사이먼 오크스 등이 제작에 참여하였다.

## 줄거리
의사 줄리엣은 집세를 후하게 책정해준 잘생긴 집주인 맥스에게 이끌린다. 친구 시드니의 부추김도 한 몫 하여 줄리엣은 맥스와 연애 관계로 나아가지만 도중에 물러서고 만다. 그러나 줄리엣은 맥스의 집착이 얼마나 병적인지 전혀 짐작도 못하고 있다.

## 출연
- 힐러리 스왱크 - 줄리엣 데버로 의사 역
- 제프리 딘 모건 - 맥스 역
- 리 페이스 - 잭 역
- 안저뉴 엘리스 - 시드니 역
- 크리스토퍼 리 - 오거스트, 맥스 할아버지 역
- 너나 비지터 - 부동산 중개인 역
- 마이클 매시 - 보안 기술자 역
- 마이클 배덜루코 - 이삿짐 센터 직원 역
- 마이클 샤워스 - 오거스트, 응급실 의사 역
- 페기 마일리 - 로즌바움 부인 역
- 숀 A. 로잘레스 - 칼로스 역
- 데버라 마르티네스
- 샌디 K 셸비
- 클리프 그래블
- 실라 아이비 트레이스터
- 알렉산드리아 모로
- 키샤 시에라
- 에런 샤이버
- 페니 밸퍼
- 마크 머로코
- 버로니카 훌
- 스티븐 레이 버드

## 기타 제작진
- 공동 제작: 질리언 롱네커, 비키 디 록
- 배역: 매슈 배리, 낸시 그린키스
- 미술: J. 데니스 워싱턴
- 세트: 웬디 오졸스반스
- 의상: 앤 로스
- 분장 부문: 비비언 베이커, 엘리자베스 가예고스, 토니 가드너, 퍼트리샤 그리어, 블레어 레너드, 앤 모건, 애슐린 파디야, 저스틴 롤리, 스콧 휠러
- 제작 관리: 앤 존스, 루실 머소니 스미스, 티퍼니 티시에라
- 조감독: X. 시드니 잉, 트리시 "더 디시" 스태너드, 제인 체이스 웰스